# Romeo Surdu
Romeo Constantin Surdu (n. 12 ianuarie 1984, Brașov) este un fotbalist român retras din activitate,care a jucat pe posturile de mijlocaș/atacant,la echipe precum:  Apollon Limassol, Rapid București, FCSB, sau  Milsami.După încheierea carierei de fotbalist a devenit antrenor și a antrenat printre altele:  Milsami,  ACS Olimpic Cetate Râșnov și FC Brașov, (ultima echipă ca secund).

## Carieră
Și-a început cariera de fotbalist la Romacril Râșnov la vârsta de 6 ani, pe postul de atacant. La vârsta de 14 ani se transferă la FC Brașov.
După un juniorat excepțional la FC Brașov alături de antrenorii Adrian Szabo, Emil Borgovan, Panache, Adrian Hârlab și Nae Pescaru, a câștigat titlul de campion național de juniori A și B în anii 2001 și 2003.
A debutat la vârsta de 17 ani în Divizia A la FC Brașov pe 3 noiembrie 2001 în meciul Ceahlăul Piatra Neamț-FC Brașov 1-0.
A fost inclus în loturile naționale de juniori și tineret ale României (a câștigat o Cupă Balcanică la Bacău alături de echipa națională de juniori a României în anul 2002).
În iunie 2011 a semnat un contract pe 3 ani cu FC Rapid București.
Pe 7 iulie 2014 Romeo Surdu a semnat un contract pe 2 ani cu clubul Milsami Orhei din Republica Moldova. În data de 29 august 2014, în al cincilea său meci oficial pentru Misami Orhei, Romeo Surdu a reușit să înscrie unul din cele mai rapide hat-trick-uri din istoria Diviziei Naționale. El a înscris 3 goluri în doar 8 minute în poarta echipei Dinamo-Auto Tiraspol, scorul general pe tabelă la sfârșitul meciului fiind de 6-0.

## Performanțe internaționale
A jucat pentru Steaua București în grupele UEFA Champions League, contabilizând 6 meciuri în această competiție.
A debutat la echipa națională de fotbal a României la 12 august 2009, într-un meci amical împotriva Ungariei.

## Viața personală
Romeo Surdu este finul lui Răzvan Lucescu.

## Palmares
Steaua București
- Cupa României (1): 2010-2011[6]
- Liga I

Vice-campion: 2007–08
Rapid București
- Cupa României

Finalist: 2011-2012
Milsami Orhei
- Divizia Națională (1): 2014-2015

## Statistici carieră

### Club
Actualizat la 21 mai 2015.
| Club                 | Sezon         | Campionat | Campionat | Cupă    | Cupă   | Europa  | Europa | Total   | Total  |
| Club                 | Sezon         | Meciuri   | Goluri    | Meciuri | Goluri | Meciuri | Goluri | Meciuri | Goluri |
| -------------------- | ------------- | --------- | --------- | ------- | ------ | ------- | ------ | ------- | ------ |
| FC Brașov            |               |           |           |         |        |         |        |         |        |
| 2001–02              | 3             | 0         | ?         | ?       | 0      | 0       | 3      | 0       |        |
| 2002–03              | 11            | 1         | ?         | ?       | 0      | 0       | 11     | 1       |        |
| 2003–04              | 24            | 8         | ?         | ?       | 0      | 0       | 24     | 8       |        |
| 2004–05              | 28            | 9         | ?         | ?       | 0      | 0       | 28     | 9       |        |
| Total                | Total         | 66        | 18        | ?       | ?      | 0       | 0      | 66      | 18     |
| CFR Cluj             |               |           |           |         |        |         |        |         |        |
| 2005–06              | 22            | 6         | ?         | ?       | 0      | 0       | 22     | 6       |        |
| 2006–07              | 29            | 10        | ?         | ?       | 0      | 0       | 29     | 10      |        |
| Total                | Total         | 51        | 16        | ?       | ?      | 0       | 0      | 51      | 16     |
| Steaua București     |               |           |           |         |        |         |        |         |        |
| 2007–08              | 12            | 0         | ?         | ?       | 0      | 0       | 12     | 0       |        |
| FC Brașov (împrumut) |               |           |           |         |        |         |        |         |        |
| 2008–09              | 21            | 8         | ?         | ?       | 0      | 0       | 21     | 8       |        |
| Total                | Total         | 21        | 8         | ?       | ?      | 0       | 0      | 21      | 8      |
| Steaua București     |               |           |           |         |        |         |        |         |        |
| 2009–10              | 32            | 5         | ?         | ?       | 10     | 1       | 42     | 6       |        |
| 2010–11              | 21            | 4         | 5         | 1       | 8      | 0       | 34     | 5       |        |
| Total                | Total         | 65        | 9         | 5       | 1      | 18      | 1      | 88      | 11     |
| Rapid București      |               |           |           |         |        |         |        |         |        |
| 2011–12              | 28            | 5         | 5         | 0       | 4      | 0       | 37     | 5       |        |
| 2012–13              | 9             | 0         | 1         | 0       | 4      | 1       | 14     | 1       |        |
| Total                | Total         | 37        | 5         | 6       | 0      | 8       | 1      | 51      | 6      |
| Apollon Limassol     |               |           |           |         |        |         |        |         |        |
| 2012–13              | 10            | 0         | 6         | 3       | 0      | 0       | 16     | 3       |        |
| Total                | Total         | 10        | 0         | 6       | 3      | 0       | 0      | 16      | 3      |
| FC Brașov            |               |           |           |         |        |         |        |         |        |
| 2013–14              | 24            | 4         | 2         | 1       | 0      | 0       | 26     | 5       |        |
| Total                | Total         | 24        | 4         | 2       | 1      | 0       | 0      | 26      | 5      |
| Milsami Orhei        |               |           |           |         |        |         |        |         |        |
| 2014–15              | 25            | 12        | 1         | 0       | 0      | 0       | 26     | 12      |        |
| Total                | Total         | 25        | 12        | 1       | 0      | 0       | 0      | 26      | 12     |
| Total carieră        | Total carieră | 299       | 73        | 19      | 5      | 26      | 2      | 346     | 79     |